# قايدو دي لويغي
قايدو دي لويغي (بالإيطالية: Guido De Luigi)‏ (17 فبراير 1963 في إيطاليا - ) هو لاعب كرة طائرة إيطاليا في مركز وسط ‏. شارك في الألعاب الأولمبية الصيفية 1984.

## وصلات خارجية
- قايدو دي لويغي على موقع دوري الدرجة الأولى الإيطالي للكرة الطائرة - رجال (الإيطالية)
- قايدو دي لويغي على موقع أوليمبيديا (الإنجليزية)
- قايدو دي لويغي على موقع اللجنة الأولمبية الإيطالية (الإيطالية)